# George Henry Hall (Maler)

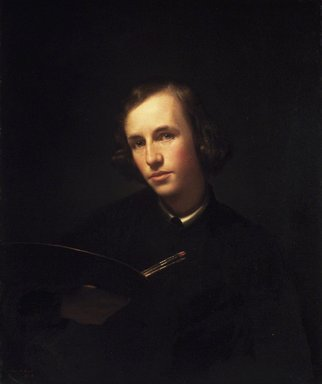
George Henry Hall, Selbstporträt, 1845, Brooklyn Museum

George Henry Hall (* 21. September 1825 in Boston, Massachusetts; † 17. Februar 1913 in New York) war ein US-amerikanischer Genre-, Porträt- und Stilllebenmaler.

## Leben
Hall, Sohn eines Holzhändlers mit irischen Wurzeln, wuchs in Manchester, New Hampshire, auf, wo er die Schule besuchte und im Alter von 16 Jahren begann, sich als Autodidakt künstlerisch zu bilden. Da es in seiner Reichweite keine Kunstakademie gab, wurde er Mitglied einer Bostoner Künstlervereinigung und traf deren Mitglieder in ihren Ateliers. 1842 ließ er sich in Boston als Genre- und Porträtmaler nieder. 1846 stellte er zum ersten Mal im Boston Athenæum aus. Bis 1868 nahm er dort regelmäßig an weiteren Ausstellungen teil.

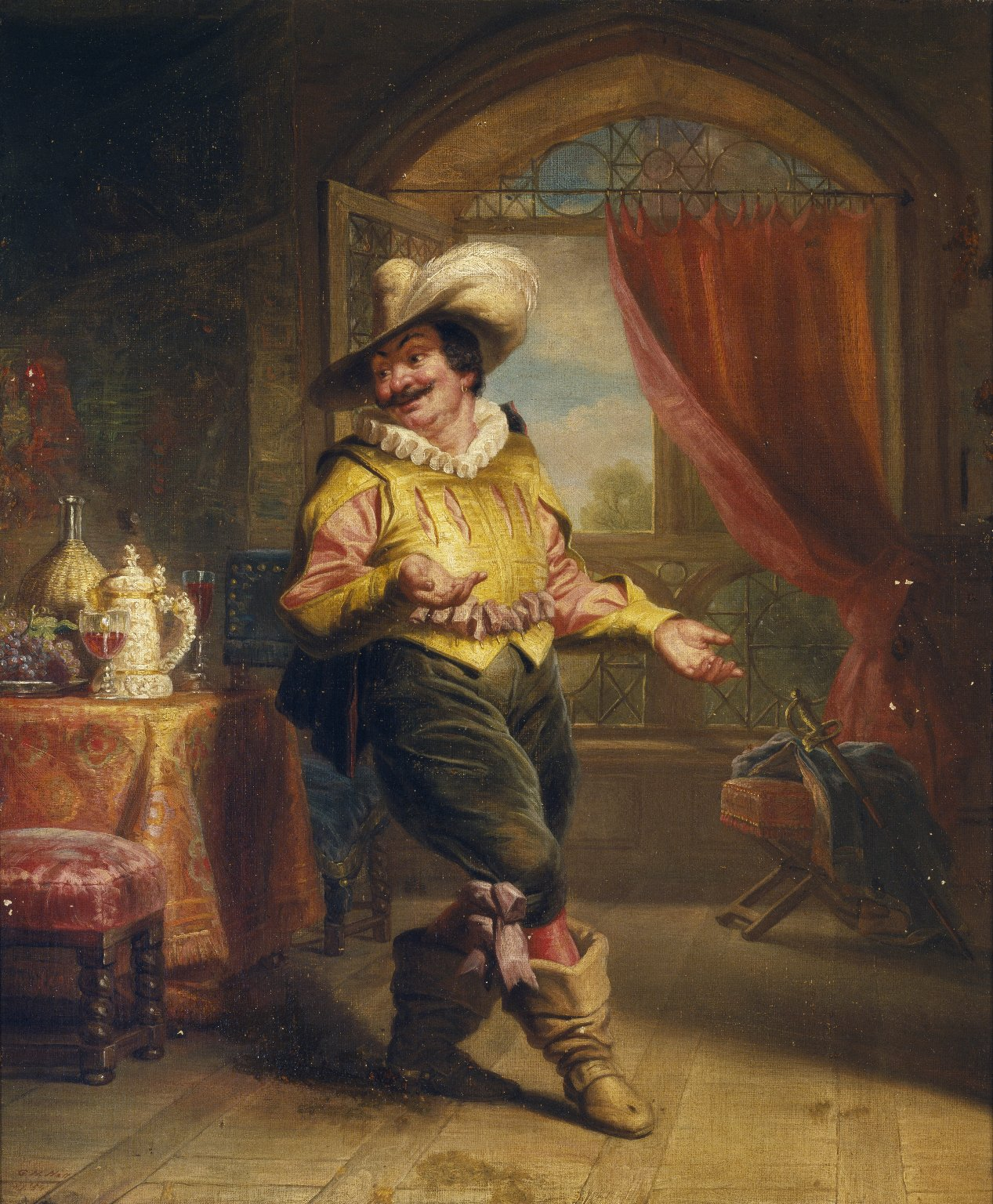
Sir Toby Belch (in einer Szene aus Was ihr wollt), 1854, Folger Shakespeare Library

1848 verkaufte Hall drei Bilder an die American Art-Union in New York, einem der ersten Kunstvereine der Vereinigten Staaten. Auf Anregung von Andrew Warner (1806–1899), Sekretär der American Art-Union, entschloss er sich 1849, zum Malereistudium nach Düsseldorf zu gehen. Nachdem die American Art-Union auf Empfehlung Warners 1849 sieben weitere Bilder Halls gekauft hatte, waren die finanziellen Voraussetzungen geschaffen, dass Hall gemeinsam mit Eastman Johnson, einem weiteren Protegé der American Art-Union, über Antwerpen nach Düsseldorf reisen konnte. Im gleichen Jahr begann er in der Anatomieklasse von Rudolf Wiegmann an der Kunstakademie Düsseldorf das akademische Studium. Außerdem nahm er Unterricht bei Heinrich Mücke, bei dem auch Johnson Unterweisungen erhielt. Nach etwa einem Jahr entschloss sich Hall, nach Paris zu gehen. Anschließend bereiste er die Schweiz, dann ging er nach Rom, wo er etwa ein Jahr blieb.
1851 kehrte er nach Düsseldorf zurück und 1852 in die Vereinigten Staaten, wo er sich in New York niederließ und 1853 begann, an der National Academy of Design seine europäisch inspirierten Genre- und Figurengemälde sowie gelegentlich auch Porträts auszustellen, im Laufe seiner Karriere insgesamt fast 250 Bilder, darunter auch Werke, die sich mit der Person William Shakespeares und dessen Stoffen auseinandersetzten. 1856 hatte Hall eine Einzelausstellung bei dem führenden New Yorker Kunsthändler Groupil and Company. 1857 stellte er im Boston Athenæum erstmals Stillleben aus. Dieses Gebiet der Malerei prägte sein Schaffen bis weit in die 1860er Jahre.

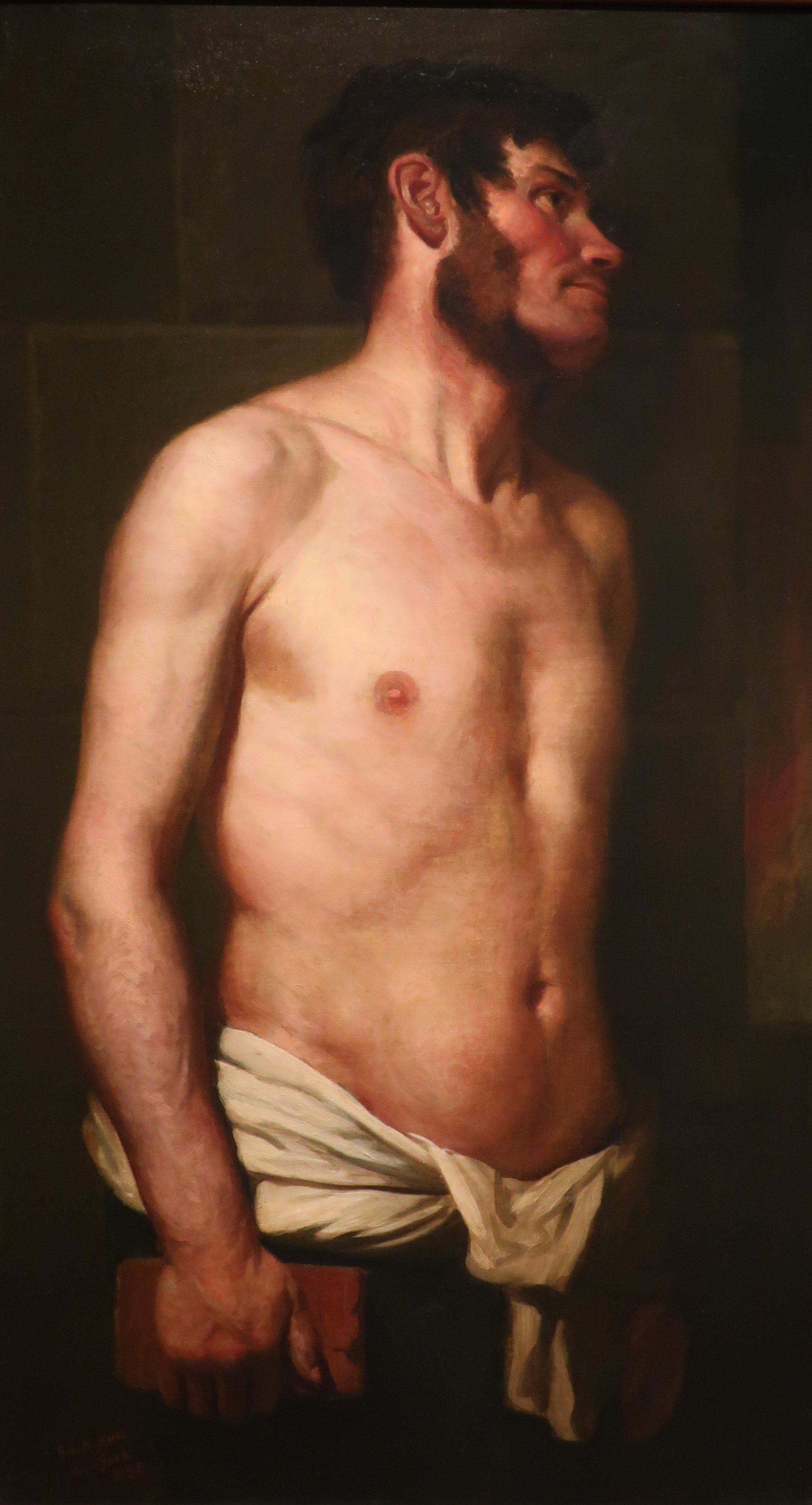
A Dead Rabbit, 1858

Nachdem in einer gewalttätigen Auseinandersetzung zwischen rivalisierenden New Yorker Straßengangs am 4. Juli 1857 elf Menschen umgekommen waren, schuf Hall 1858 den Akt A Dead Rabbit, das heroische Bildnis eines mit einem Ziegelstein bewaffneten Rowdys der irischen Straßenbande „Dead Rabbit“, die in den Slums der Lower East Side Manhattans aktiv war.
1863 wurde er Mitglied des New Yorker Century Club. Auch dem Union League Club trat er bei. 1868 nahm ihn die National Academy of Design als academician auf, nachdem er dieser Akademie bereits als assoziiertes Mitglied angehört hatte. Zeitweise fungierte er dort im Vorstand. Im Tenth Street Studio Building, einem angesehenen Künstlerhaus New Yorks, hatte er von 1874 bis etwa 1883 ein Atelier, außerdem von 1867 bis zu seinem Tod einen Sommersitz in Palenville, New York, einer Künstlerkolonie in den Catskill Mountains.
In den 1870er Jahren unternahm Hall Studienreisen nach Palästina, Ägypten und Spanien. Von 1885 bis 1896 verbrachte Hall seine Winter in Rom, wo er ein weiteres Atelier hatte. Dorthin begleitete ihn seine Schülerin und Gefährtin, die Malerin Jennie Augusta Brownscombe, der er bei seinem Tod das Haus in den Catskill Mountains vermachte.